# Rondibilis bispinosa
Rondibilis bispinosa es una especie de escarabajo longicornio del género Rondibilis, tribu Acanthocinini, subfamilia Lamiinae. Fue descrita científicamente por Thomson en 1857.

## Descripción
Mide 12-13 milímetros de longitud.

## Distribución
Se distribuye por India y Nepal.